# Crippleware
Crippleware är en nedbantad gratisversion av ett kommersiellt program som används som marknadsföring för den mer avancerade men kommersiella versionen av programmet. Särskilt vanligt ifråga om demoprogram för datorspel.